# ジョゼフ・ユーイング・マクドナルド
ジョゼフ・ユーイング・マクドナルド（英: Joseph Ewing McDonald、1819年8月29日 - 1891年6月21日）は、インディアナ州選出のアメリカ合衆国下院議員及び上院議員。

## 生涯
オハイオ州バトラー郡に生まれた彼は、1826年に母と共にインディアナ州モンゴメリーに移り、同州ラファイエットにいた12歳の時、馬具販売の見習いをした。ウォバシュ大学（クローフォーズビル）に入学し、1840年にアズベリー大学（グリーンキャッスル：現在のデポー大学）を卒業した。ラファイエットで法学を学んだ彼は、1843年に弁護士資格を取得した。1843年から1847年まで検察官を務め、後にクローフォーズビルに移って1859年まで弁護士業を営んだ。
マクドナルドは民主党員として第31議会議員選に当選し、1849年3月4日から1851年3月3日まで奉職した。彼は1850年の再指名候補者とならず、1956年にインディアナ州司法長官に選ばれ、1858年に再選された。1859年にインディアナポリスに移り、1864年にはインディアナ州知事選挙に出馬したが、落選した。のち連邦上院選に当選し、1875年3月4日から1881年3月3日まで奉職したが、再指名を受けられなかった。上院議員時代、彼は公有地委員会の委員長（第46議会）を務めた。
1891年、インディアナポリスで死去。クラウン・ヒル墓地に埋葬された。